# Alexander Porter (ciclista)
Alexander Porter (Adelaide, 13 maggio 1996) è un ex pistard e ciclista su strada australiano, medaglia di bronzo nell'inseguimento a squadre ai Giochi olimpici di Tokyo 2020 e tre volte campione del mondo di specialità.

## Carriera
Specialista della pista, dopo i successi nella categoria Juniores è stato campione del mondo Elite di inseguimento a squadre nel 2016, 2017 e 2019, in quest'ultima occasione stabilendo il record del mondo con il tempo di 3'48"012. Con il quartetto australiano aveva conquistato in precedenza il titolo di specialità ai Giochi del Commonwealth 2018, facendo segnare anche in tal caso, con 3'49"804, il record del mondo.
Nel 2021 ha vinto la medaglia di bronzo nell'inseguimento a squadre ai Giochi olimpici di Tokyo in squadra con Leigh Howard, Kelland O'Brien, Luke Plapp e Sam Welsford; in quei Giochi, nel corso della sessione di qualificazione ha riportato un incidente dovuto all'improvvisa rottura del manubrio della sua bicicletta, subendo numerose escoriazioni e dovendo così rinunciare ai turni successivi.

## Palmarès

### Pista
- 2014

Campionati del mondo, Inseguimento a squadre Junior (con Daniel Fitter, Callum Scotson e Sam Welsford)
BikeNZ Classic, Corsa a punti
1ª prova Coppa del mondo 2014-2015, Inseguimento a squadre (Guadalajara, con Daniel Fitter, Callum Scotson e Sam Welsford)
- 2015

Campionati australiani, Inseguimento a squadre (con Alexander Edmondson, Callum Scotson e Miles Scotson)
- 2016

3ª prova Coppa del mondo 2015-2016, Inseguimento a squadre (Hong Kong, con Miles Scotson, Sam Welsford e Rohan Wight)
Campionati australiani, Inseguimento a squadre (con Alexander Edmondson, Callum Scotson e Miles Scotson)
Campionati del mondo, Inseguimento a squadre (con Michael Hepburn, Callum Scotson, Miles Scotson, Sam Welsford e Luke Davison)
Campionati oceaniani, Inseguimento a squadre (con Kelland O'Brien, Callum Scotson e Sam Welsford)
Campionati oceaniani, Scratch
- 2017

Campionati del mondo, Inseguimento a squadre (con Cameron Meyer, Sam Welsford, Nick Yallouris, Kelland O'Brien e Rohan Wight)
- 2018

Giochi del Commonwealth, Inseguimento a squadre (con Leigh Howard, Jordan Kerby, Kelland O'Brien e Sam Welsford)
Campionati oceaniani, Americana (con Kelland O'Brien)
3ª prova Coppa del mondo 2018-2019, Inseguimento a squadre (Berlino, con Sam Welsford, Kelland O'Brien, Leigh Howard e Cameron Scott)
- 2019

Campionati del mondo, Inseguimento a squadre (con Leigh Howard, Kelland O'Brien, Sam Welsford e Cameron Scott)
5ª prova Coppa del mondo 2019-2020, Inseguimento a squadre (Brisbane, con Sam Welsford, Kelland O'Brien, Leigh Howard e Luke Plapp)

### Strada
- 2016

3ª tappa Tour of the Great South Coast (Port MacDonnell > Port MacDonnell)

## Piazzamenti

### Competizioni mondiali
- Campionati del mondo su pista

Seul 2014 - Inseguimento a squadre Junior: vincitore
Seul 2014 - Scratch Junior: 12º
Seul 2014 - Corsa a punti Junior: 20º
Londra 2016 - Inseguimento a squadre: vincitore
Hong Kong 2017 - Inseguimento a squadre: vincitore
Hong Kong 2017 - Scratch: 23º
Pruszków 2019 - Inseguimento a squadre: vincitore
Pruszków 2019 - Inseguimento individuale: 16º
Berlino 2020 - Inseguimento a squadre: 4º
Berlino 2020 - Chilometro a cronometro: 14º
- Giochi olimpici

Tokyo 2020 - Inseguimento a squadre: 3º